# دانشگاه و پژوهشگاه عالی دفاع ملی و تحقیقات راهبردی
دانشگاه عالی دفاع ملی با نام کامل؛ دانشگاه و پژوهشگاه عالی دفاع ملّی و تحقیقات راهبردی، از دانشگاه‌های نیروهای مسلح جمهوری اسلامی ایران است، که در شهر تهران، بزرگراه شهید بابایی مستقر می‌باشد. این دانشگاه فعالیت خود را در سال ۱۳۷۱ به عنوان دانشگاه علوم استراتژیک آغاز کرد و از سال ۱۳۸۱ زیرمجموعه ستاد کل نیروهای مسلح قرار گرفت.
دانشگاه عالی دفاع ملی ارائه دهندهٔ دوره‌های سطح دکترای مدیریت عالی راهبردی و علوم راهبردی دفاعی به پژوهشگران، مدیران و فرماندهان ارشد و مسئولان نظام جمهوری اسلامی ایران می‌باشد. هم‌اکنون ریاست این دانشگاه برعهده سرتیپ پاسدار اسماعیل احمدی‌مقدم است. اداره دانشگاه عالی دفاع ملی به صورت هیئت‌امنایی می‌باشد، که رئیس ستاد کل نیروهای مسلح، ریاست هیئت‌امنای دانشگاه را نیز برعهده دارد.

## دانشکده‌ها
دانشگاه عالی دفاع ملی دارای سه دانشکده مدیریت راهبردی، دفاع ملی و امنیت ملی است، که رشته‌های زیر در آن ارائه می‌شود:
- پژوهشکده امنیت ملی:
  - گرایش امنیت داخلی
  - تهدیدات امنیت ملی
  - مطالعات امنیت ملی
- مدیریت راهبردی فرهنگی
- مدیریت راهبردی فضای سایبری با گرایش‌های امنیت سایبری- مدیریت سایبری- دفاع سایبری
- علوم دفاعی راهبردی
  - گرایش دفاع ملی
  - گرایش سیاست دفاعی
  - گرایش اندیشه نظامی
- مدیریت راهبردی
  - گرایش مدیریت راهبردی
  - گرایش مدیریت راهبردی دانش
  - گرایش مدیریت آینده پژوهی
  - گرایش مدیریت راهبردی نظامی
  - گرایش مدیریت راهبردی پدافند غیرعامل

همچنین ساختار پژوهشی دانشگاه عالی دفاع ملی شامل یک معاونت و یک پژوهشکده است. معاونت پژوهش و تولید علم و پژوهشکده مطالعات راهبردی و امنیت ملی و دفتر مطالعات در این ساختار دیده شده‌ است.

## شرایط ورود
برای ورود به این دانشگاه شرایط عمومی و اختصاصی لازم است.

### شرایط عمومی
- متقاضیان رشته‌های مختلف باید در وهله اول و مقدم بر همه شرایط، به دین اسلام معتقد باشند.
- متقاضیان باید بر قانون اساسی جمهوری اسلامی ایران پایبند باشد.
- اعتقاد کامل به ولایت فقیه از شرایط دیگر پذیرش در این دانشگاه می‌باشد.
- متقاضی باید دارای روحیه مسئولیت‌پذیری و در همه حال آماده خدمت‌رسانی به کشور باشد و آمادگی فداکاری نیز داشته باشد.
- داوطلبان باید دارای حداکثر ۵۰ سال سن، برای برای ورود به دانشگاه داشته باشند.
- متقاضیان باید دارای دانشنامه کارشناسی ارشد یا دکترای عمومی باشند.
- متقاضیان در صورت داشتن تحصیلات حوزوی باید تحصیلاتشان هم‌تراز با مدرک کارشناسی ارشد و مورد تأیید وزارت علوم، تحقیقات و فناوری ایران باشد.
- داوطلبان در حال تحصیل نمی‌توانند در آزمون دانشگاه عالی دفاع شرکت کنند.

### شرایط اختصاصی
- کارکنان نظامی و انتظامی که مایل به ادامه تحصیل در دانشگاه دفاع ملی می‌باشند، در ابتدای ورود به این دانشگاه، باید دارای درجه سرهنگ دومی باشند.
- کارمندان شاغل نیروهای مسلح باید حداقل دارای رتبه ۱۶ باشند و در سمت‌های سرتیپ دومی و بالاتر شغل داشته باشند، تا بتوانند به این دانشگاه ورود پیدا کنند.
- متقاضیان باید در یکی از وزارتخانه‌ها یا سازمان‌های دولتی، به صورت رسمی عضو باشند.
- افراد غیرنظامی (از مسئولان ارشد نظام) که مایل به ورود به دانشگاه هستند، باید حداقل دارای مسئولیت خدمت به کشور مربوط به مشاغل دفاعی باشند.[۷]